# Алан Кёртис
Алан Кёртис (англ. Alan Curtis; 24 июля 1909 — 2 февраля 1953) — американский актёр кино.

## Биография
Гарри Веберрот (англ. Harry Ueberroth) родился в Чикаго, штат Иллинойс. Он начал работать в модельном бизнесе, прежде чем стать актёром. Его появление не осталось незамеченным в Голливуде, и начал сниматься в кино в конце 1930—х годов, с запоминающимися ролями в таких фильмах, как «Высокая Сьерра», «The Last Refuge» (1941) и «Леди-призрак» (1944). За свою карьеру актёр сыграл более чем в 30 художественных фильмов. Имеет звезду на Голливудской аллее славы в разделе кинофильмов голливудской Аллеи Славы.
Алан Кёртис был женат четыре раза, в том числе на актрисах Присцилле Лоусон и Илоне Мэсси.
Актёр умер от осложнений после хирургической операции в Нью-Йорке, в возрасте 43 лет. Похоронен в Эванстоне, на семейном участке Уэберрот в Скоки, штат Иллинойс.

## Избранная фильмография
- 1936 — Время свинга — нет в титрах
- 1939 — Голливудская кавалькада
- 1941 — Высокая Сьерра
- 1944 — Леди-призрак